# Màngana

Mapa de Constantinoble

Màngana (grec medieval: Μάγγανα, Màngana) era un dels barris de Constantinoble durant l'època romana d'Orient. Es trobava a l'extrem oriental de la península que ocupava la ciutat, just per sobre del districte del palau imperial i entre l'antiga acròpolis de Bizanci i l'estret del Bòsfor, a uns sis quilòmetres de Blaquernes i nou del monestir d'Estúdion.

## Història
El barri deu el nom a un dipòsit d'armes de setge (màngana). Estava íntimament vinculat al veí Gran Palau de Constantinoble, on construïren edificis diversos emperadors romans d'Orient. L'emperador Miquel I Rangabé (r. 811-813) hi tenia una mansió que fou convertida en un palau sota Basili I (r. 867-886) i administrada per un conservador. L'emperador Constantí IX Monòmac (r. 1042-1055) hi bastí un monestir dedicat a Sant Jordi (amb claustre i jardí), així com un hospital, un palau, albergs, asils i una escola de Dret. Durant el seu regnat, Constantí IX concedí la pronea de Màngana a Constantí Licudes, posteriorment patriarca de Constantinoble. Al segle xiv, l'exemperador Joan VI Cantacuzè (r. 1347-1354) visqué durant un temps com a monjo a Màngana després de la seva abdicació el 1354. Un altre monestir situat al barri era el Monestir de Crist Filantrop.

## Monestir de Sant Jordi
L'emperador Constantí IX Monòmac morí de pleuresia, que havia contret banyant-se a l'estany del monestir el gener del 1055. Finalment fou enterrat al mateix monestir. Anys més tard, el palau construït per Constantí IX a Màngana fou destruït per Isaac II Àngel (r. 1185-1195 i 1203-1204), però el complex del monestir de Sant Jordi perdurà fins a la caiguda de Constantinoble el maig del 1453. Des de la construcció, la cort imperial feu visites anuals al monestir cada 23 d'abril, diada de Sant Jordi. Aquesta tradició fou interrompuda després de la Quarta Croada, al segle xii, quan els monjos llatins ocuparen breument el monestir fins a la restauració de l'Imperi Romà d'Orient per Miquel VIII Paleòleg (r. 1259-1261).
La ubicació prominent del monestir en feia un dels edificis més visibles per als mariners que passaven pel Bòsfor, per la qual cosa els mariners occidentals començaren a referir-se a aquestes aigües com a «el braç de Sant Jordi» al segle xiii.
Durant la guerra civil del 1341-1347, el teòleg i home d'estat romà d'Orient Demetri Cidoni es retirà al monestir després d'obtenir un adélfaton (el dret a viure en un monestir sense ser monjo a canvi de diners). El monestir esdevingué particularment famós al segle xiv, quan contenia relíquies de la Passió de Crist i es convertí en una destinació de pelegrinatge de creients ortodoxos de països tan remots com Rússia. Després del 1453, el complex del monestir fou ocupat pels dervixos durant un període breu abans de ser enderrocat pels otomans per fer lloc per al Palau de Topkapı.